# Anastácio, o Poeta
Anastásio, o Poeta é o autor de um contácio presente em antigos eucológios, cantado em honra aos sacerdotes mortos. Há dificuldades em se reconhecer sua identidade. O contácio tem sido atribuído, segundo de Nicola, "seja ao questor Anastácio Balbo (séc. IX-X), seja a Anastácio Sinaíta, seja a um monge desconhecido que teria vivido antes de Romano o Melodioso", sendo por ele influenciado (p. 96).